# Kniphofia erythraeae
Kniphofia erythraeae là một loài thực vật có hoa trong họ Thích diệp thụ. Loài này được Fiori miêu tả khoa học đầu tiên năm 1912.